# Grande Prêmio da Bélgica de 1965
Resultados do Grande Prêmio da Bélgica de Fórmula 1 realizado em Spa-Francorchamps à 13 de junho de 1965. Terceira etapa da temporada, a prova foi vencida pelo escocês Jim Clark num dia marcado pela primeira dobradinha entre escoceses na história da categoria.

## Classificação da prova
| Pos. | Nº | Piloto          | Construtor     | Voltas | Tempo/Diferença      | Grid | Pontos |
| ---- | -- | --------------- | -------------- | ------ | -------------------- | ---- | ------ |
| 1    | 17 | Jim Clark       | Lotus-Climax   | 32     | 2:23:34.8            | 2    | 9      |
| 2    | 8  | Jackie Stewart  | BRM            | 32     | + 44.8               | 3    | 6      |
| 3    | 4  | Bruce McLaren   | Cooper-Climax  | 31     | + 1 volta            | 9    | 4      |
| 4    | 14 | Jack Brabham    | Brabham-Climax | 31     | + 1 volta            | 10   | 3      |
| 5    | 7  | Graham Hill     | BRM            | 31     | + 1 volta            | 1    | 2      |
| 6    | 10 | Richie Ginther  | Honda          | 31     | + 1 volta            | 4    | 1      |
| 7    | 18 | Mike Spence     | Lotus-Climax   | 31     | + 1 volta            | 12   |        |
| 8    | 21 | Jo Siffert      | Brabham-BRM    | 31     | + 1 volta            | 8    |        |
| 9    | 2  | Lorenzo Bandini | Ferrari        | 30     | + 2 voltas           | 15   |        |
| 10   | 15 | Dan Gurney      | Brabham-Climax | 30     | + 2 voltas           | 5    |        |
| 11   | 5  | Jochen Rindt    | Cooper-Climax  | 29     | + 3 voltas           | 14   |        |
| 12   | 27 | Lucien Bianchi  | BRM            | 29     | + 3 voltas           | 17   |        |
| 13   | 22 | Innes Ireland   | Lotus-BRM      | 27     | + 5 voltas           | 16   |        |
| 14   | 23 | Richard Attwood | Lotus-BRM      | 26     | Acidente             | 13   |        |
| Ret  | 29 | Masten Gregory  | BRM            | 12     | Bomba de combustível | 20   |        |
| Ret  | 20 | Jo Bonnier      | Brabham-Climax | 9      | Ignição              | 7    |        |
| Ret  | 11 | Ronnie Bucknum  | Honda          | 9      | Câmbio               | 11   |        |
| Ret  | 1  | John Surtees    | Ferrari        | 5      | Motor                | 6    |        |
| Ret  | 26 | Frank Gardner   | Brabham-BRM    | 3      | Ignição              | 20   |        |
| DNS  | 24 | Bob Anderson    | Brabham-Climax | 0      | Motor                | 19   |        |
| WD   | 28 | Willy Mairesse  | BRM            |        | Lento demais         |      |        |

## Tabela do campeonato após a corrida
|   | Pos. | Piloto         | Pontos |
| - | ---- | -------------- | ------ |
| 1 | 1    | Jim Clark      | 18     |
| 1 | 2    | Graham Hill    | 15     |
| 2 | 3    | Jackie Stewart | 11     |
| 1 | 4    | John Surtees   | 9      |
| 1 | 5    | Bruce McLaren  | 8      |

|   | Pos. | Construtor     | Pontos |
| - | ---- | -------------- | ------ |
|   | 1    | BRM            | 19     |
| 1 | 2    | Lotus-Climax   | 18     |
| 1 | 3    | Ferrari        | 12     |
|   | 4    | Cooper-Climax  | 8      |
| 1 | 5    | Brabham-Climax | 3      |

- Nota: Somente as primeiras cinco posições estão listadas. Apenas os seis melhores resultados de cada piloto ou equipe eram computados visando o título. Neste ponto esclarecemos: na tabela dos construtores figurava somente o melhor colocado dentre os carros de um time.